# Silurus undecimalis
Silurus undecimalis és una espècie de peix de la família dels silúrids i de l'ordre dels siluriformes.